# Chrząstów Wielki
Chrząstów Wielki – wieś sołecka w Polsce położona w województwie łódzkim, w powiecie zgierskim, w gminie Parzęczew. Na terenie wsi znajduje się stacja uzdatniania wody.
Z Chrząstowa pisało się kilka polskich rodzin szlacheckich; właścicielem wsi był m.in. Onufry Dąbrowski, generał major ziemiański i chorąży orłowski. Przez Chrząstów przechodziła, podczas odwrotu spod Częstochowy, w 1656 roku armia szwedzka. Pojmany został wówczas i kilkakrotnie przesłuchany przed obliczem króla szwedzkiego przodek Onufrego, Jan Chryzostom Dąbrowski, ale "dodał mu Bóg rozumu dobrego: że ich [chorągwi Łukasza Wierzbickiego] niewydał".
W latach 1975–1998 miejscowość należała administracyjnie do ówczesnego województwa łódzkiego.